# Florian Dick
Florian Dick (* 9. November 1984 in Bruchsal) ist ein ehemaliger deutscher Fußballspieler. Der Rechtsverteidiger absolvierte über 200 Pflichtspiele für den 1. FC Kaiserslautern und wurde zweimal Zweit- sowie einmal Drittligameister. Von 2021 bis 2024 war er Teammanager des 1. FCK.

## Karriere

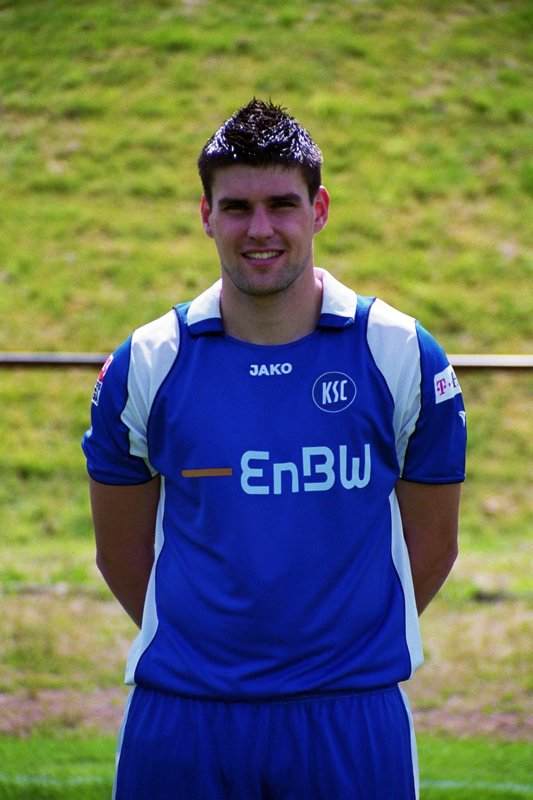
Dick im Trikot des Karlsruher SC (2007)

### Vereine

#### Jugend
Bevor er ab 1993 in den Jugendmannschaften des KSC spielte, war er als Kind beim FV Hambrücken aktiv gewesen.

#### Karlsruher SC
Der 1,84 m große Abwehrspieler spielte sich beim KSC in die Stammelf und absolvierte in seinen beiden ersten Spielzeiten 56 Zweitligaspiele. Die Aufstiegssaison 2006/07 endete für Dick aufgrund eines Kreuzbandrisses verfrüht – seine Verletzung zwang ihn zu einer fast einjährigen Pause. Am 31. Spieltag kam er gegen Hertha BSC zu seinem Bundesligadebüt. Zu Saisonende 2008 verlängerte der KSC Dicks zum Saisonende auslaufenden Vertrag nicht, da es für ihn in Karlsruhe keine sportliche Perspektive mehr gebe. In 85 Ligaspielen erzielte er ein Tor und lieferte vier Torvorlagen.

#### 1. FC Kaiserslautern
Zur Saison 2008/09 wechselte er innerhalb der 2. Bundesliga zum 1. FC Kaiserslautern, wo er einen Vertrag bis zum 30. Juni 2011 unterschrieb. Dort etablierte er sich auf Anhieb als feste Größe auf der rechten Außenverteidigerposition und erzielte am 25. August 2008 (2. Spieltag) seinen ersten Treffer für den FCK beim 2:1-Heimsieg gegen den 1. FC Nürnberg. Am 29. August 2008 (3. Spieltag) legte er gleich seinen zweiten Saisontreffer nach, als er zur 2:1-Führung beim 3:1-Auswärtssieg gegen den FC Ingolstadt traf. Sein letztes Tor der Saison erzielte er am 12. April 2009 (27. Spieltag) beim 2:0-Auswärtssieg gegen den VfL Osnabrück. Dick verpasste nur drei Ligaspiele der Saison, zwei davon aufgrund einer Gelbsperre. Am Ende der Saison standen somit 31 Ligaspiele und neben den drei Toren auch vier Vorlagen zu Buche. Im DFB-Pokal absolvierte er alle möglichen Einsatzminuten, wobei der FCK bereits in der ersten Runde an Carl Zeiss Jena scheiterte.
Auch in der Aufstiegssaison 2009/10 war er eine feste Größe auf der rechten Verteidigerposition des FCK. In dieser Spielzeit absolvierte er 33 Ligaspiele und verpasste lediglich die 1:2-Auswärtsniederlage am 4. April 2010 (29. Spieltag) gegen Rot-Weiß Oberhausen aufgrund einer Gelbsperre. Er blieb torlos, lieferte jedoch vier Torvorlagen in der Liga und eine im DFB-Pokal, wo er auch alle drei Partien über die volle Distanz absolvierte.
Wie in den beiden Spielzeiten zuvor, hatte Dick auch in der Saison 2010/11, nach dem Aufstieg in die erste Liga, einen Stammplatz auf der Position des rechten Verteidigers. Sein erstes Bundesligator und einziges Tor der Saison erzielte er am 7. November 2010 (11. Spieltag) bei der 1:3-Auswärtsniederlage gegen Bayer Leverkusen. In 27 Ligaspielen legte er zudem zwei Tore auf. Im April 2011 verlängerte er seinen auslaufenden Vertrag bis 2014 mit einer Gültigkeit für die erste und zweite Liga.

„Es stand für mich außer Zweifel, dass ich gern in Kaiserslautern bleiben möchte. Wir haben uns hier als Mannschaft etwas aufgebaut und ich glaube, dass wir noch einiges Potential haben.“

Auch in der Abstiegssaison 2011/12 bekleidete Dick fast durchgehend die Rechtsverteidigerposition und verpasste wieder nur aufgrund von Gelbsperren zwei Partien. Am 28. Januar 2012 (19. Spieltag) erzielte er beim 2:2-Unentschieden im Auswärtsspiel gegen den FC Augsburg den ersten Doppelpack seiner Profikarriere. In 32 Ligaspielen legte er außerdem ein Tor auf.
Zur Saison 2012/13 verpflichtete der 1. FCK mit Florian Riedel einen neuen Außenverteidiger für die rechte Position in der Abwehrkette, dennoch konnte sich Dick gegen seinen jüngeren Konkurrenten behaupten und stand in 33 Ligaspielen auf dem Platz. Auch die beiden Relegationsspiele absolvierte er über die vollen 90 Minuten. Sein einziges Saisontor erzielte er am 30. September 2012 beim 1:1-Unentschieden gegen Eintracht Braunschweig.
Am 20. April 2014 erzielte Dick mit einem Volleyschuss im Heimspiel gegen den FSV Frankfurt einen sehenswerten Treffer, der zum Tor des Monats April 2014 gewählt wurde;  insgesamt erzielte Dick in der Saison 2013/14 drei Treffer und war weiterhin Stammspieler. Trotzdem wurde sein Vertrag vom FCK nicht verlängert.

#### Arminia Bielefeld
Zur Saison 2014/15 wechselte Dick zu Arminia Bielefeld in die Dritte Liga; er unterschrieb zunächst einen Dreijahresvertrag. Er stieg in seiner ersten Saison in Bielefeld mit der Mannschaft in die zweite Liga auf. In den ersten zwei Jahren war Dick Stammspieler. In der Saison 2016/17 wurde er lange nicht berücksichtigt, kam aber nach dem Amtsantritt von Trainer Jeff Saibene in der Endphase der Saison wieder zum Einsatz. Während der Saison 2017/18 – in der er weitestgehend wieder Stammspieler war – wurde bekanntgegeben, dass der auslaufende Vertrag mit Dick nicht verlängert wird.

#### Karriereausklang beim 1. FC Kaiserslautern
Kurz nach Saisonende 2018 kehrte Dick zum in die 3. Liga abgestiegenen 1. FC Kaiserslautern zurück. Er unterschrieb einen Einjahresvertrag, der sich bei einem Aufstieg automatisch verlängert hätte. Er wurde zum neuen Kapitän gewählt und absolvierte die ersten acht Spiele über die gesamte Spieldauer, verlor im Anschluss aber seinen Stammplatz und wurde nur noch drei weitere Male eingesetzt. Nach der Saison, die für den gesamten Verein sportlich enttäuschend verlief (9. Platz in der Abschlusstabelle), beendete er seine Karriere.

### Nationalmannschaft
Dick debütierte am 27. August 2003 für die deutsche U20 beim 5:1-Auswärtssieg gegen die Schweiz in Schaffhausen. Er stand in der Startaufstellung und bestritt die vollen 90 Minuten. Es folgten drei weitere Einsätze, der letzte am 21. April 2004.

### Erfolge
Vereinserfolge
- 1. FC Kaiserslautern
  - Meister der 2. Bundesliga: 2010
  - Aufstieg in die Bundesliga: 2010
- Karlsruher SC
  - Meister der 2. Bundesliga: 2007
  - Aufstieg in die Bundesliga: 2007
- Arminia Bielefeld
  - Meister der  3. Liga: 2015

Persönliche Auszeichnungen
- 3. Liga-Spieler des Monats: Oktober 2014[11][12]

## Nach der Karriere
Am 1. April 2020 begann Florian Dick eine berufsbegleitende Weiterbildung zum Sportfachwirt und war in diesem Zusammenhang in verschiedenen Bereichen beim 1. FC Kaiserslautern tätig. Im Anschluss daran war er seit 1. Oktober 2021 Teammanager des FCK. Zum Ende der Saison 2023/24 gab er seine Tätigkeit beim FCK auf.